# 洪都拉斯蜂鸟
洪都拉斯蜂鸟（学名：Amazilia luciae），是雨燕目蜂鸟科的一种鸟类。
洪都拉斯蜂鸟体重约4.5克，翼长约54.4毫米，嘴峰长约23毫米，喙宽度约2.1毫米，喙厚度约2.5毫米，跗蹠长约3.5毫米，尾长约34毫米。洪都拉斯蜂鸟在其分布区内为留鸟，其栖息在半开放的灌木丛中，食性为草食性，主要食物来源是植物的花蜜。
洪都拉斯蜂鸟分布于洪都拉斯北部和中部。该物种是单型物种，没有亚种分化。